# Сибирячиха (река)
Сибирячиха (Сибирка) — река в Алтайском крае России. Исток — в Чарышском районе, основной ток и устье — в Солонешенском районе. Устье реки находится в 203 км по левому берегу реки Ануй, в 13 км к юго-западу от села Сибирячиха Солонешенского района. Длина реки составляет 34 км.

## Притоки
(от устья)
- Червянский (пр)
- Сибирячонок (лв)
- Бурыкин (лв)
- Бащелакский (пр)
- 15 км: Мульчиха (пр)
- Пирушкин (лв)
- Авдюшкин (лв)
- Боровская (пр)
- Поскотиновский (лв)
- Рыжков (лв)
- Калиниха (пр)
- Колесников (лв)

## Данные водного реестра
По данным государственного водного реестра России относится к Верхнеобскому бассейновому округу, водохозяйственный участок реки — Обь от слияния рек Бия и Катунь до города Барнаул, без реки Алей, речной подбассейн реки — бассейны притоков (Верхней) Оби до впадения Томи. Речной бассейн реки — (Верхняя) Обь до впадения Иртыша.